# Tore Ökvist
Tore Ökvist, né le 30 septembre 1957 à Sollefteå en Suède, est un joueur professionnel suédois de hockey sur glace qui évoluait en position d'ailier.

## Biographie
Son maillot floqué du numéro 27 est retiré de l'équipe du IF Björklöven.

## Statistiques
| Saison    | Équipe        | Ligue      |    | Saison régulière | Saison régulière | Saison régulière | Saison régulière | Saison régulière |   | Séries éliminatoires | Séries éliminatoires | Séries éliminatoires | Séries éliminatoires | Séries éliminatoires |
| Saison    | Équipe        | Ligue      | PJ | B                | A                | Pts              | Pun              | PJ               | B | A                    | Pts                  | Pun                  |                      |                      |
| 1976-1977 | IF Björklöven | Elitserien | 32 | 14               | 7                | 21               | 32               |                  |   |                      |                      |                      |                      |                      |
| 1977-1978 | IF Björklöven | Division 1 | 21 | 20               | 10               | 30               | 23               |                  |   |                      |                      |                      |                      |                      |
| 1978-1979 | IF Björklöven | Elitserien | 32 | 15               | 8                | 23               | 20               |                  |   |                      |                      |                      |                      |                      |
| 1979-1980 | IF Björklöven | Elitserien | 34 | 22               | 13               | 35               | 28               | 3                | 0 | 0                    | 0                    | 12                   |                      |                      |
| 1980-1981 | IF Björklöven | Elitserien | 30 | 23               | 14               | 37               | 32               |                  |   |                      |                      |                      |                      |                      |
| 1981-1982 | IF Björklöven | Elitserien | 22 | 11               | 10               | 21               | 40               | 7                | 4 | 0                    | 4                    | 6                    |                      |                      |
| 1982-1983 | IF Björklöven | Elitserien | 34 | 21               | 15               | 36               | 22               | 1                | 0 | 0                    | 0                    | 0                    |                      |                      |
| 1983-1984 | IF Björklöven | Elitserien | 34 | 17               | 17               | 34               | 28               | 3                | 0 | 2                    | 2                    | 0                    |                      |                      |
| 1984-1985 | Luleå HF      | Elitserien | 35 | 25               | 23               | 48               | 36               |                  |   |                      |                      |                      |                      |                      |
| 1985-1986 | IF Björklöven | Elitserien | 36 | 30               | 13               | 43               | 56               |                  |   |                      |                      |                      |                      |                      |
| 1986-1987 | IF Björklöven | Elitserien | 29 | 12               | 16               | 28               | 26               | 2                | 1 | 0                    | 1                    | 0                    |                      |                      |
| 1987-1988 | IF Björklöven | Elitserien | 29 | 15               | 13               | 28               | 57               | 6                | 3 | 1                    | 4                    | 0                    |                      |                      |